# ニュース時事能力検定
ニュース時事能力検定（ニュースじじのうりょくけんてい）とは、マスメディアの報道を読み解き活用する能力を認定する日本の検定試験。略称はN検。特定非営利活動法人日本ニュース時事能力検定協会主催。

## 概要
ニュース時事能力検定＜ニュース検定＞とは、新聞やテレビのニュース報道を読み解くための「時事力」を認定するもので、「時事問題」の理解に欠かせないキーワードや、社会の仕組みと流れについての知識を6段階に分けて測定する唯一の検定試験である。
政治、経済、暮らし、国際、社会・環境の5テーマから出題され、総合的な時事問題の理解力（時事力）を6段階で判定する。
この検定試験は2007年にスタートし、全国主要都市で年4回程度実施されている（うち2回は東京・大阪のみ）。また、小学校社会科、中学校社会科、高等学校公民科の学力を客観的に測定できる上、全国252校、600の学部・学科の大学・短大・高校の入学試験において、出願および判定での優遇・一部試験科目免除などに活用されている。

## 検定実施月
検定は主に以下の日月に実施されることが多い。
| 月 | 実施都市（ITB試験も含む）         |
| -- | --------------------------------- |
| 6  | 47都道府県（主に県庁所在地）・IBT |
| 9  | 東京・大阪                        |
| 11 | 47都道府県（主に県庁所在地）・IBT |
| 2  | ITB                               |

## 検定級
協会が公開している検定級の概要は以下の通りである。
| 級  | 目安                   | 程度                                                                     |
| --- | ---------------------- | ------------------------------------------------------------------------ |
| 5   | 小学校中高学年・中学生 | 国内を中心に、社会のルールやできごとに関心を持つ。                       |
| 4   | 小学校高学年・中学生   | 新聞やテレビのニュースに関心を持ち、自分の暮らしと結びつけて考えられる。 |
| 3   | 中学生・高校生         | 基本的なニュースを、社会の仕組みの中に位置づけて理解できる。             |
| 準2 | 高校生・大学生・一般   | さまざまなニュースを、現代社会の諸問題と関連づけて理解できる。           |
| 2   | 高校生・大学生・一般   | ニュースを批判的に読み解き、自分なりの意見を導ける。                     |
| 1   | 大学生・一般           | 新聞社説レベルの記事も読み解き、社会や自分の新たな課題を設定できる。     |

## 出題範囲
検定日の約1ヶ月前までのニュースを下記の5つの領域から出題される。
公式テキスト・問題集には1月～翌年1月末までのニュースを中心に収めており、2～4級の検定問題は約6割がその内容から出題される。
1. 政治
2. 経済
3. 暮らし
4. 社会・環境
5. 国際

## 実施要項
詳細は公式サイトを参照。
出題数・回答形式
45問。4択のマークシート方式だが、1級のみ一部記述式が含まれる。（記述式は単語を答えるものが4問、作文が1問の合計5問）
試験時間
50分（各級共通）
合格基準
2級～5級は100点満点で概ね70%以上。1級は80%以上。正確な点は非公表。
受検資格
学歴、年齢、性別、国籍の制限なし。同日に実施される準会場との併願はできない。
受検会場
公開会場は全国45ヶ所。（随時変更・追加されるため、詳細は公式サイトを参照。）
他、中学高校、大学や予備校などの団体受験者には準会場の設定もある。
検定料
5級 2000円、4級 2500円、3級 3000円、準2級 3500円、2級 4500円、1級 6500円
合格率
5級 87.7%、4級 82.3%、3級 57.0%、準2級42.4%、2級 48.0%、1級 10.1%
※2021年度（第53回～第56回）の実績。

## 最年少合格
最年少合格記録は以下の通りである。
| 級  | 年齢 |
| --- | ---- |
| 5   | 6歳  |
| 4   | 7歳  |
| 3   | 7歳  |
| 準2 | 8歳  |
| 2   | 9歳  |
| 1   | 12歳 |